# Lasiona multisetosa
Lasiona multisetosa là một loài ruồi trong họ Tachinidae.